# The Blueprint 3
The Blueprint 3 es el undécimo álbum de estudio del rapero estadounidense Jay-Z, el cual fue lanzado bajo Roc Nation y distribuido por Atlantic Records el martes 11 de septiembre de 2009 en los Estados Unidos y en fechas cercanas alrededor del mundo. Con ello, The Blueprint 3 puso fin a la trilogía The Blueprint, sucediendo al elogiado The Blueprint (2001) y al comercialmente exitoso The Blueprint 2: The Gift & The Curse (2002).
Auspiciando su lanzamiento, Kanye West, uno de sus productores ejecutivos y musicales, declaró que The Blueprint 3 contendría al «mejor hip hop de todos los tiempos».
Según Nielsen SoundScan, hasta agosto de 2012, The Blueprint 3 había vendido 1 933 000 copias en los Estados Unidos.

## Desempeño comercial
The Blueprint 3 debutó en el primer puesto de la lista Billboard 200 en Estados Unidos, con 476.000 copias vendidas en su primera semana. Este se convirtió en el undécimo álbum número uno de Jay-Z, rompiendo el récord que había compartido anteriormente con Elvis Presley . También ocupa el tercer lugar en ventas en la primera semana de 2009. En su segunda semana, el álbum se mantuvo en el número uno de la lista, vendiendo 298.000 copias adicionales. En su tercera semana, el álbum cayó al número dos en la lista, vendiendo 134.000 copias más. En su cuarta semana, el álbum cayó al número seis en la lista, vendiendo 89.000 copias más. El 13 de noviembre de 2009, el álbum fue certificado platino por la Recording Industry Association of America (RIAA) por envíos de más de un millón de copias. En 2009, el álbum fue el noveno álbum más vendido en los EE. UU., vendiendo más de 1,52 millones de copias en cuatro meses. En agosto de 2012, el álbum ha vendido 1.933.000 copias en los Estados Unidos. El álbum vendió más de 3 millones de discos en todo el mundo.

## Listado de canciones
| N.º | Título                                                         | Productor           | Duración |  |
| 1.  | «What We Talkin' About» (con Luke Steele de Empire of the Sun) | Kanye West, No I.D. | 4:04     |  |
| 2.  | «Thank You»                                                    | Kanye West, No I.D. | 4:25     |  |
| 3.  | «D.O.A. (Death of Auto-Tune)»                                  | No I.D.             | 4:16     |  |
| 4.  | «Run This Town» (con Kanye West & Rihanna)                     | Kanye West, No I.D. | 4:34     |  |
| 5.  | «Empire State of Mind» (con Alicia Keys)                       | Al Shux             | 4:42     |  |
| 6.  | «Real as It Gets» (con Young Jeezy)                            | The Inkredibles     | 2:43     |  |
| 7.  | «On to the Next One» (con Swizz Beatz)                         | Swizz Beatz         | 4:07     |  |
| 8.  | «Off That» (con Drake)                                         | Timbaland           | 4:25     |  |
| 9.  | «A Star Is Born» (con J.Cole)                                  | Kanye West, No I.D. | 4:02     |  |
| 10. | «Venus vs. Mars»                                               | Timbaland           | 3:04     |  |
| 11. | «Already Home» (con Kid Cudi)                                  | Kanye West          | 5:30     |  |
| 12. | «Hate» (con Kanye West)                                        | Kanye West          | 3:46     |  |
| 13. | «Reminder»                                                     | Timbaland           | 4:29     |  |
| 14. | «So Ambitious» (con Pharrell)                                  | The Neptunes        |          |  |
| 15. | «Young Forever» (con Mr Hudson)                                | Kanye West          | 4:27     |  |